# ۳۳۶۲ خوفو

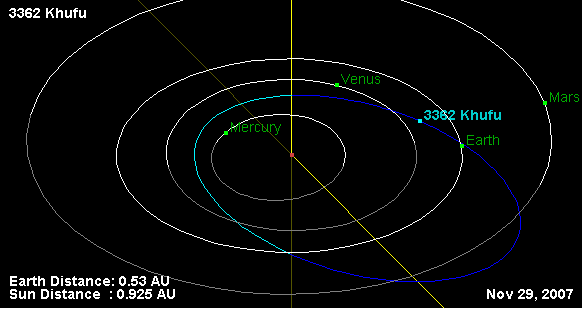
نمایی از محل قرارگیری سیارک ۳۳۶۲ خوفو در مدار – ۲۰۰۷

سیارک ۳۳۶۲ خوفو (به انگلیسی: 3362 Khufu، نامگذاری:1984QA) سه هزار و سیصد و شصت و دومین سیارک کشف شده‌است که در ۳۰ اوت ۱۹۸۴ کشف شد.
قدر مطلق سیارک برابر ۱۸٫۳۰ است.
این سیارک به نام خوفو فرعون مصر نام گذاری شده‌است.